# Amandus Johnson
Amandus Johnson, född 27 oktober 1877 i Långasjö socken i Småland, död 30 juni 1974, var en svenskfödd amerikansk historiker och författare. Han var en av grundarna av American Swedish Historical Museum. Johnson skrev bland annat en omfattande genomgång av de första svenska bosättningarna i Amerika (Nya Sverige), ett verk i två volymer som även kom att översättas till svenska och ges ut under namnet Den första svenska kolonien i Amerika (1923).

## Biografi
Amandus Johnson föddes i Långasjö i dagens Emmaboda kommun. När Johnson var tre år gammal emigrerade hans familj till Amerika och kom att bosätta sig i  Minnesota. Johnson studerade vid Gustavus Adolphus College och tog 1904 en bachelorexamen i engelsk litteratur. Efter fortsatta studier vid University of Colorado i Boulder tog han en masterexamen. Johnson inledde en forskningskarriär vid University of Pennsylvania och skrev sin doktorsavhandling om den svenska kolonin Nya Sverige, delvis baserad på forskning som utfördes i svenska arkiv. Han disputerade 1908.

### Swedish Colonial Society
Amandus Johnson var en av medgrundarna till sällskapet Swedish Colonial Society för personer som härstammade från de första svenska kolonisterna. Swedish Colonial Society kom att med stöd från bland annat kung Gustav V i Sverige och flera förmögna privatpersoner i Pennsylvania och Delaware verka för att dokumentera och sprida kunskap om den svenska kolonin. Sällskapet bekostade flera minnesmärken och verkade för att underlätta släktforskning om svenska anfäder. Sällskapet var även med och verkade för etableringen av American Swedish Historical Museum.

### American Swedish Historical Museum

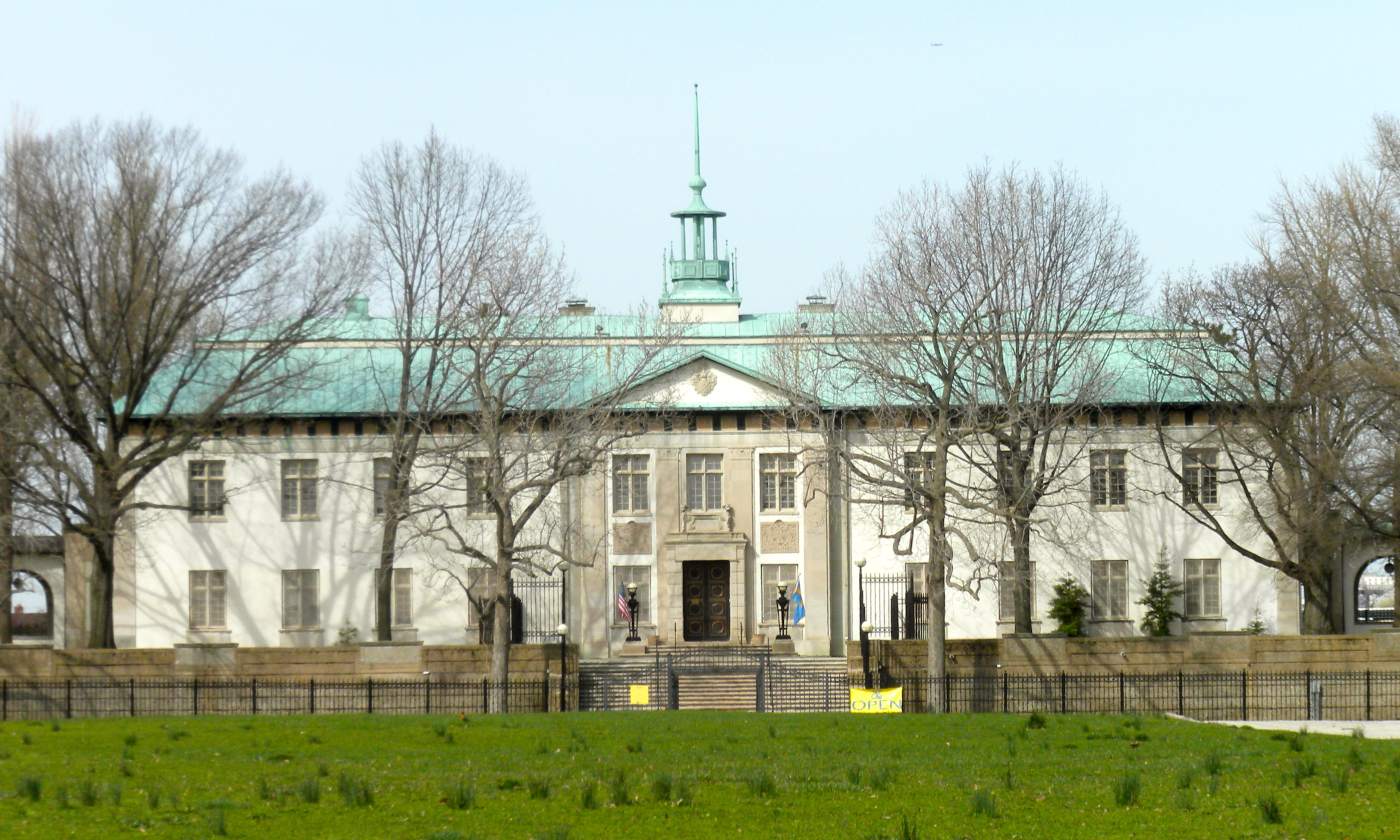
American Swedish Historical Museum.

Från 1926 verkade Johnson som sekreterare i Swedish American Tercentenary Association, en organisation vars syfte var att verka för högtidlighållandet av 300-årsjubileet av grundandet av Nya Sverige. Organisationen lyckades mobilisera medel för att skapa ett Amerika-svenskt museum. Kronprins Gustav Adolf lade grundstenen 1928. Bygget stod snart klart men först 1938 invigdes American Swedish Historical Museum formellt av svenske prins Bertil. Prinsen medverkade vid samma tillfälle i invigningen av Fort Christina Park i Wilmington i Delaware. 
Amandus Johnson var museichef och intendent från 1928 till 1943.  Johnson fortsatte att forska i både amerikanska och europeiska arkiv om den svenska koloniala perioden livet ut och gav ut flera böcker och höll förelästningar i ämnet. 1961 utsågs han av amerikanska Vasaorden till Årets svenskamerikan.

### Övrig akademisk verksamhet
Amandus Johnson föreläste som universitetslektor i nordiska språk vid University of Pennsylvania åren 1910 till 1921. Han gästforskade vid Göteborgs högskola och i Angola. Efter tiden i Angola 1922–1924 gav han ut en engelsk-portugisisk-kimbundu ordbok och skrev även en bok om sina erfarenheter. 
Efter Johnsons död skapade The Swedish Colonial Society Dr. Amandus Johnson Endowment Fund (Dr. Amandus Johnsons minnesfond) som ger stipendier till studenter vid University of Pennsylvania som bedriver studier kopplade till Skandinavien. 
Johnson utnämndes till hedersdoktor vid Göteborgs högskola 1923.